# Lebane
Lebane, (cyr. Лебане) – miasto w Serbii, w okręgu jablanickim, siedziba gminy Lebane. W 2011 roku liczyło 9272 mieszkańców.

## Zabytki
W pobliżu miasta znajdują się ruiny starożytnego miasta rzymskiego Iustiniana Prima założonego prawdopodobnie przez cesarza Justyniana. Po zdobyciu miasta i zniszczeniu przez Słowian, na jego ruinach powstała słowiańska osada Caricin Grad. Zabudowa składała się z prostych jednoizbowych budynków zbudowanych z cegieł i kamienia połączonych zaprawą. Odkryto również warsztaty rzemieślnicze, m.in. kuźnię z dużą ilością narzędzi żelaznych.